# Domilson Cordeiro dos Santos
Domilson Cordeiro dos Santos (Taubaté, São Paulo, Brasil, 17 de noviembre de 1998), conocido como Dodô, es un futbolista brasileño. Juega de defensa y su equipo es la ACF Fiorentina de la Serie A de Italia.

## Selección nacional

### Trayectoria
Dodô ha sido parte de la selección de Brasil en las categorías sub-17 y sub-20.
Fue convocado por primera vez, para ser parte de la Copa Mundial Sub-17 con sede en Chile, en el año 2015. Fue suplente en los primeros partidos de la fase de grupos, pero en el último ingresó al minuto 65, de inmediato le brindó una asistencia a su compañero Arthur y la transformó en gol, el tercero de la selección, derrotaron a Guinea por 3 a 1. Clasificaron a octavos de final como segundos del grupo, en la primera fase eliminatoria, se enfrentaron a Nueva Zelanda, Domilson no tuvo minutos pero ganaron 1 a 0.
El 1 de noviembre, jugaron contra Nigeria por cuartos de final, Dodô fue titular pero fueron vencidos por un contundente 0-3. La selección africana resultó la ganadora del Mundial.
Al año siguiente, fue convocado por primera vez a la sub-20 por Rogério Micale para jugar contra la selección inglesa una serie de amistosos.
Debutó con la canarinha el 1 de septiembre de 2016, fue titular contra Inglaterra, estuvo en cancha los 90 minutos y empataron 1 a 1. En la revancha volvió a jugar desde el comienzo, esta vez se impusieron 1-2 a los europeos. En los partidos se enfrentó a juveniles destacados como Taylor Moore, Patrick Roberts y Adam Armstrong.
Finalmente, el 7 de diciembre de 2016, fue confirmado en la lista oficial por Micale para defender la selección de Brasil en el Campeonato Sudamericano Sub-20 de 2017.
El 9 de diciembre de 2017 fue traspasado al FC Shakhtar Donetsk por una suma de 2.000.000 euros con un contrato de 5 años, sin embargo el fichaje se hace efectivo el 10 de enero de 2018 por el inicio de la fecha de transferencias en Ucrania.
El 29 de julio de 2018 fue cedido por una temporada al Vitória Guimarães.

### Participaciones en categorías inferiores
En cursiva las competiciones no oficiales.
| Competición                            | Sede    | Resultado        | Partidos | Goles |
| -------------------------------------- | ------- | ---------------- | -------- | ----- |
| Copa Mundial Sub-17 de 2015            | Chile   | Cuartos de final | 2        | 0     |
| Campeonato Sudamericano Sub-20 de 2017 | Ecuador | Quinto puesto    | 9        | 0     |

### Detalles de partidos
| Con Brasil sub-20 | Con Brasil sub-20 | Con Brasil sub-20    | Con Brasil sub-20       | Con Brasil sub-20            | Con Brasil sub-20                       | Con Brasil sub-20 | Con Brasil sub-20 | Con Brasil sub-20 | Con Brasil sub-20 |
| N°                | Rival             | Resultado            | Fecha                   | Lugar                        | Competencia                             | Goles             | Asistencias       | Ref. |                   |
| ----------------- | ----------------- | -------------------- | ----------------------- | ---------------------------- | --------------------------------------- | ----------------- | ----------------- | --- | ----------------- |
| 1                 | Inglaterra        | 1:1 (0:1) (3:4 pen.) | 1 de septiembre de 2016 | Burton upon Trent Inglaterra | Amistoso                                | -                 | -                 | 1 |                   |
| 2                 | Inglaterra        | 1:2 (0:2) (2:3 pen.) | 4 de septiembre de 2016 | Kidderminster Inglaterra     | Amistoso                                | -                 | -                 | 2 |                   |
| 3                 | México            | 0:1 (0:1)            | 11 de noviembre de 2016 | Ciudad de México · México    | Amistoso                                | -                 | -                 | 3 |                   |
| 4                 | México            | 2:1 (0:0)            | 14 de noviembre de 2016 | Ciudad de México · México    | Amistoso                                | -                 | -                 | 4 |                   |
| 5                 | Ecuador           | 0:1 (0:0)            | 18 de enero de 2017     | Riobamba · Ecuador           | Campeonato Sudamericano Fase de grupos  | -                 | -                 | 5 |                   |
| 6                 | Chile             | 0:0                  | 20 de enero de 2017     | Riobamba · Ecuador           | Campeonato Sudamericano Fase de grupos  | -                 | -                 | Uso incorrecto de la plantilla enlace roto (enlace roto disponible en Internet Archive; véase el historial, la primera versión y la última). |                   |
| 7                 | Paraguay          | 3:2 (1:0)            | 22 de enero de 2017     | Riobamba · Ecuador           | Campeonato Sudamericano Fase de grupos  | -                 | -                 | 7 |                   |
| 8                 | Colombia          | 1:0 (0:0)            | 24 de enero de 2017     | Riobamba · Ecuador           | Campeonato Sudamericano Fase de grupos  | -                 | -                 | Uso incorrecto de la plantilla enlace roto (enlace roto disponible en Internet Archive; véase el historial, la primera versión y la última). |                   |
| 9                 | Ecuador           | 2:2 (0:2)            | 30 de enero de 2017     | Quito · Ecuador              | Campeonato Sudamericano Hexagonal final | -                 | -                 | 9 |                   |
| 10                | Uruguay           | 1:2 (1:0)            | 2 de febrero de 2017    | Quito · Ecuador              | Campeonato Sudamericano Hexagonal final | -                 | -                 | 10 |                   |
| 11                | Venezuela         | 1:0 (0:0)            | 5 de febrero de 2017    | Quito · Ecuador              | Campeonato Sudamericano Hexagonal final | -                 | -                 | Uso incorrecto de la plantilla enlace roto (enlace roto disponible en Internet Archive; véase el historial, la primera versión y la última). |                   |
| 12                | Argentina         | 2:2 (1:1)            | 8 de febrero de 2017    | Quito · Ecuador              | Campeonato Sudamericano Hexagonal final | -                 | -                 | Uso incorrecto de la plantilla enlace roto (enlace roto disponible en Internet Archive; véase el historial, la primera versión y la última). |                   |
| 13                | Colombia          | 0:0                  | 11 de febrero de 2017   | Quito · Ecuador              | Campeonato Sudamericano Hexagonal final | -                 | -                 | 13 |                   |

## Estadísticas

### Clubes
Actualizado al 25 de mayo de 2025.
| Coritiba · Brasil | 1.ª           | 2016          | 26  | 0 | 1 | 0 | 2  | 0 | 2  | 0 | 31  | 0 |
| Coritiba · Brasil | 1.ª           | 2017          | 19  | 0 | 4 | 0 | 0  | 0 | —  | — | 23  | 0 |
| Coritiba · Brasil | Total club    | Total club    | 45  | 0 | 5 | 0 | 2  | 0 | 2  | 0 | 54  | 0 |
| F. K. Shajtar Donetsk · Ucrania | 1.ª           | 2017-18       | 2   | 0 | — | — | 1  | 0 | 0  | 0 | 3   | 0 |
| Vitória S. C. Portugal | 1.ª           | 2018-19       | 9   | 1 | — | — | 3  | 1 | —  | — | 12  | 2 |
| Vitória S. C. Portugal | Total club    | Total club    | 9   | 1 | 0 | 0 | 3  | 1 | 0  | 0 | 12  | 2 |
| F. K. Shajtar Donetsk · Ucrania | 1.ª           | 2019-20       | 23  | 1 | — | — | 1  | 0 | 10 | 2 | 34  | 3 |
| F. K. Shajtar Donetsk · Ucrania | 1.ª           | 2020-21       | 23  | 2 | — | — | 1  | 0 | 10 | 0 | 34  | 2 |
| F. K. Shajtar Donetsk · Ucrania | 1.ª           | 2021-22       | 14  | 0 | — | — | 2  | 0 | 10 | 0 | 26  | 0 |
| F. K. Shajtar Donetsk · Ucrania | Total club    | Total club    | 62  | 3 | 0 | 0 | 5  | 0 | 30 | 2 | 97  | 5 |
| ACF Fiorentina · Italia | 1.ª           | 2022-23       | 33  | 1 | — | — | 5  | 0 | 12 | 0 | 50  | 1 |
| ACF Fiorentina · Italia | 1.ª           | 2023-24       | 9   | 0 | — | — | 1  | 0 | 8  | 0 | 18  | 0 |
| ACF Fiorentina · Italia | 1.ª           | 2024-25       | 35  | 0 | ― | ― | 1  | 0 | 10 | 0 | 46  | 0 |
| ACF Fiorentina · Italia | Total club    | Total club    | 77  | 1 | 0 | 0 | 7  | 0 | 30 | 0 | 114 | 1 |
| Total carrera | Total carrera | Total carrera | 193 | 5 | 5 | 0 | 17 | 1 | 62 | 2 | 277 | 8 |
| (1)Incluidos los datos de la Copa de Brasil (2016), Copa de Ucrania, Supercopa de Ucrania, Copa de Portugal, Copa de la Liga de Portugal y Copa Italia. (2)Incluidos los datos de la Copa Sudamericana (2016), Liga de Campeones de la UEFA, Liga Europa de la UEFA y Liga Conferencia de la UEFA. |               |               |     |   |   |   |    |   |    |   |     |   |

### Selección
Actualizado al 11 de febrero de 2017.
Último partido citado: Colombia 0 - 0 Brasil
| Sub-20 · Brasil                                                  | 2016          | - | - | - | - | 4 | 0 | 4  | 0 |
| Sub-20 · Brasil                                                  | 2017          | 9 | 0 | - | - | 0 | 0 | 9  | 0 |
| Sub-20 · Brasil                                                  | Total sel.    | 9 | 0 | - | - | 4 | 0 | 13 | 0 |
| Total carrera                                                    | Total carrera | 9 | 0 | - | - | 4 | 0 | 13 | 0 |
| (1)Incluidos los datos del Campeonato Sudamericano Sub-20 (2017) |               |   |   |   |   |   |   |    |   |

### Resumen estadístico
|                            | Partidos | Goles | Promedio |
| -------------------------- | -------- | ----- | -------- |
| Liga                       | 45       | 0     | 0,00     |
| Estatal                    | 5        | 0     | 0,00     |
| Copas nacionales           | 2        | 0     | 0,00     |
| Copas internacionales      | 2        | 0     | 0,00     |
| Selección de Brasil Sub-17 | 2        | 0     | 0,00     |
| Selección de Brasil sub-20 | 13       | 0     | 0,00     |
| Total                      | 69       | 0     | 0,00     |

## Palmarés

### Títulos nacionales
| Título                  | Club                  | País    | Año  |
| ----------------------- | --------------------- | ------- | ---- |
| Copa de Ucrania         | F. K. Shajtar Donetsk | Ucrania | 2018 |
| Liga Premier de Ucrania | F. K. Shajtar Donetsk | Ucrania | 2018 |
| Liga Premier de Ucrania | F. K. Shajtar Donetsk | Ucrania | 2020 |
| Supercopa de Ucrania    | F. K. Shajtar Donetsk | Ucrania | 2021 |